# ヒゼンダニ
ヒゼンダニ(皮癬壁蝨、皮癬蜱、Sarcoptes scabie)は、ダニ目無気門亜目ヒゼンダニ科に属するダニである。生理的変種が多く、それぞれの種がヒトを含む特定の宿主動物の表皮内にもぐり込み、疥癬などの皮膚感染症を感染させることで知られる。ヒゼンムシ、カイセンチュウとも呼ぶ。

## 特徴
体長0.2 - 0.4ミリメートルで、メスのほうが大きい。横に平べったい卵型で、体色は半透明の褐色。表皮に細かい横皺がある。第1，2，4脚の先端に吸盤があり、宿主の皮膚を穿孔するのに適した鋏角を持つ。

## 生態
卵、幼虫、第1若虫、第2若虫を経て成虫となる。卵は産卵後3 - 4日で孵化し、次に産卵するまでの1世代の長さは10 - 14日程度である。幼虫や若虫は皮膚の上や毛包の中で過ごし、成虫になると交尾し、メスは皮膚内に侵入して宿主の皮膚やリンパを食べながらトンネルを掘り、道中で産卵を続ける。メスの寿命は2か月程度で、死ぬまでに約50個の卵を産卵する。
全世界に分布し、自然界や住居、ヒトを含む多くの動物の皮膚下や毛包に生息している。ヒゼンダニ類は宿主特異性が高く、例えばヒトにはヒトヒゼンダニ(Sarcoptes scabie ver. hominis)、イヌにはイヌセンコウヒゼンダニ(Sarcoptes scabie ver. canis)が寄生する。ただし、他の動物種との接触によって他種のヒゼンダニ類に感染する場合もある。

## 人間・他の動物とのかかわり
主にメスのヒゼンダニがトンネルを掘る際に宿主に疥癬を感染させる。トンネルが掘られた表皮はわずかに盛り上がり、膿疱や線上疹ができて激しい痒みに襲われる。重篤化すると免疫不全や全身衰弱を起こす。動物が感染した場合、患部を掻きむしることで脱毛し、黄色ブドウ球菌などの深刻な2次感染が起きる場合があり、死因ともなる。

## 主な変種
- ヒトヒゼンダニ (Sarcoptes scabie var. hominis)
- イヌセンコウヒゼンダニ (Sarcoptes scabie var. canis)[7]
- ブタセンコウヒゼンダニ (Sarcoptes scabie var. suis)[8]
- ウサギショウセンコウヒゼンダニ (Sarcoptes scabie var. cuniculi)
- ミミヒゼンダニ (Otodectes cynotis)[9]